# Габровски хумор
Габровският хумор е станал пословична черта на характера на габровци, свързана с приписваните им скъперничество и хитрост, съчетани с чувство за хумор и самоирония. В това отношение габровският хумор много прилича на шотландския.
Съществуват много вицове и истории за габровци, в които акцент е техният „тарикатлък“ и пестеливост. Много от тях датират от 19-и и началото на 20 век, а широка популярност добиват през втората третина на 20 век. Традиционно в Габрово се провежда карнавал на хумора и Международно биенале на хумора и сатирата в изкуствата, организирани от единствения по рода си в България Дом на хумора и сатирата.
Някои от стереотипите, хумористично приписвани на габровците:
- Режат опашките на котките си, за да се затваря по-бързо след тях вратата и да не изстива собата.
- Слагат кранчета на яйцата, та да си източат толкова, колкото им трябва – зер цяло яйце е много за една чорба!
- Нощем спират часовниците си, за да не им се изтъркват чарковете.
- Слагат зелени очила на конете, когато им насипят в яслите талаш от стругованите гаванки – да мислят, че е сено.
- За да не плащат на коминочистач, пускат котката през комина със запален вестник на опашката.
- Умеят както да посрещат, тъй и да изпращат.
- Добри са и в майсторлъка, и в пазарлъка.
- Не използват гумички, защото не грешат.
- Плачат в чиния и сушат сълзите си за сол.
- На празен лист не се подписват.
- Вечер четат на пътната лампа, за да не хабят своята.
- Играят хорото по терлици, за да се чува музиката от Севлиево.
- Когато по света за нещо започне да се говори, в Габрово то вече се прави.
- Построили са паметник в реката, за да може да не заема общинска площ и да не харчат пари за цветя.